# Stichopus ocellatus
Stichopus ocellatus is een zeekomkommer uit de familie Stichopodidae.
De wetenschappelijke naam van de soort werd in 2002 gepubliceerd door Massin, Zulfigar, Hwai, Boss.